# Ich sehe was, was du nicht siehst (Senta-Sofia-Lied)
Ich sehe was, was du nicht siehst ist ein Lied der deutschen Pop-Rock-Sängerin Senta-Sofia.

## Entstehung und Artwork
Aufgenommen, gemischt, komponiert und produziert wurde das Lied von dem Produzententeam 3typen, bestehend aus Tom Albrecht, Dior da Silva und Herr Kaschke. Die Single wurde unter dem Musiklabel Polydor veröffentlicht. Auf dem Cover der Maxi-Single ist – neben der Aufschrift des Künstlers und des Liedtitels – Senta-Sofia mit einem Spiegel in der Hand, in dem sich ein Bild von ihr befindet, zu sehen. Die Aufnahmen fanden im Düsseldorfer Tonstudio der 3typen statt.

## Veröffentlichung und Promotion
Die Erstveröffentlichung der Single fand am 20. April 2007 in Deutschland, Österreich und der Schweiz statt. Bis heute wurde das Lied auf keinem Album veröffentlicht. Insgesamt existieren vier verschiedene Varianten der Maxi-Single, die alle zum Download und als physischer Tonträger erhältlich sind.
Es existieren zwei Maxi-Singles mit insgesamt drei Titeln, die zwei weitere Versionen von Ich sehe was, was du nicht siehst als B-Seite beinhaltet. Eine Maxi-Single beinhaltet vier Titel, darunter zwei weitere Varianten von Ich sehe was, was du nicht siehst, sowie das Lied Alles ist so rot, gelb, grün und blau. Zuletzt gibt es noch eine Extended Edition der Single, diese gleicht der mit vier Titeln, nur das sie um ein Video mit den Highlights von „Senta-Sofia’s Welt“ erweitert ist.
Wie auch auf dem Cover zur Single zu sehen ist, wurde das Lied von dem Fernsehsender RTL II beworben. Durch die Zusammenarbeit mit RTL II wurde Ich sehe was, was du nicht siehst der Titelsong zur siebten Big Brother Staffel, wodurch auch ein Liveauftritt in der Show folgte.

## Inhalt
Der Liedtext zu Ich sehe was, was du nicht siehst ist komplett auf Deutsch verfasst. Die Musik und der Text wurden von Tom Albrecht, Dior da Silva und Herr Kaschke verfasst. Musikalisch bewegt sich der Song im Bereich der Pop- und Rockmusik. In dem Lied geht es um eine Person die von anderen nicht beachtet wird, weil sie sich nicht dem „normalen Volk“ anpasst, sondern sich so kleidet und verhält wie sie es will.

„Ich sehe was, was du nicht siehst;
und das bin ich!
Du siehst mir mitten ins Gesicht,
doch du siehst mich nicht.
Du siehst mich nicht.“

## Musikvideo
Im Musikvideo zu Ich sehe was, was du nicht siehst ist Senta-Sofia zu sehen, die vor einem schwarzen Hintergrund in verschiedenen Kleidungsstilen bzw. Persönlichkeiten das Lied singt. Mal steht sie dabei vor oder neben einem Spiegel, mal ist sie in einem Spiegel zu sehen. Die Gesamtlänge des Videos beträgt 3:41 Minuten. Regie führte Hans Hammers Jr. II, produziert wurde es von Florian Buba und Luminus Films.

## Mitwirkende
| Lied - Tom Albrecht: Komponist, Mischer, Produzent, Tonmeister - Dior da Silva: Komponist, Mischer, Produzent, Tonmeister - Herr Kaschke: Komponist, Mischer, Produzent, Tonmeister - Senta-Sofia: Gesang - 3typen Studio: Tonstudio - Polydor: Musiklabel - Universal Music Group: Vertrieb | Musikvideo - Florian Buba: Produzent - Hans Hammers Jr. II: Regisseur - Alexander Krämer-Göbel: Editor - Oliver Pahl: Beleuchter - Ben Wolf: Kameramann - Luminus Films: Produzent |

## Chartplatzierungen
Ich sehe was, was du nicht siehst erreichte in Deutschland Position 71 der Singlecharts und konnte sich insgesamt zwei Wochen in den Charts halten. Für Senta-Sofia ist dies bereits der fünfte Charterfolg in Deutschland.
| ChartsChartplatzierungen | Höchstplatzierung | Wochen |
| ------------------------ | ----------------- | ------ |
| Deutschland (GfK)        | 71 (2 Wo.)        | 2      |